# Dalinghosaurus
Dalinghosaurus is een geslacht van uitgestorven hagedissen. Het is bekend van de Yixian-formatie uit het Vroeg-Krijt (Aptien) van Liaoning, China.

## Naamgeving
De typesoort Dalinghosaurus longidigitus werd in 1998 benoemd door Ji S-A. van de Peking University Department of Geology. De geslachtsnaam is afgeleid van de rivier de Dalinghe. De soortaanduiding betekent 'langvinger' in het Latijn, waarbij de digitus ook een teen kan aanduiden.
Het holotype is GMV2127, het achterste deel van een skelet. Later zijn tientallen skeletten toegewezen.

## Beschrijving
Dalinghosaurus heeft een extreem lange staart en achterpoten ten opzichte van zijn voorpoten. De klauwen zijn relatief slank.
Elf exemplaren van Dalinghosaurus worden bewaard door de IVPP in Peking. Eén fossiel skelet bevat de skeletten van tien of meer juvenielen. Een mogelijk exemplaar van Dalinghosaurus is gevonden in het darmgebied van een Sinosauropteryx.

## Fylogenie
Hoewel het leefde tijdens het Vroeg-Krijt, bleek uit een onderzoek uit 2005 dat Dalinghosaurus verwant was aan verschillende hedendaagse hagedissen in de familie Xenosauridae, de knobbelhagedissen. Tot zijn verwanten behoren de moderne Chinese krokodilhagedis Shinisaurus uit Zuid-China, de uitgestorven Exostinus van Montana en Wyoming en de uitgestorven Carusia van Mongolië. Het onderscheidt zich van Carusia door minder, meer conisch gevormde tanden. Verschillen in schedel- en onderkaakvorm onderscheiden het van Shinisaurus.

## Paleobiologie
De lange poten van Dalinghosaurus geven aan dat het een bekwame loper was in open omgevingen, mogelijk in staat tot tweevoetige voortbeweging. Het kan echter ook in staat zijn geweest om in bomen te klimmen.